# 대한민국의 기업 목록

대한민국의 위치

아래는 대한민국에 소재한 기업을 가나다, 숫자, 알파벳 순으로 나열한 목록이다.
- 가비아
- 가이오산전
- 가이오산업
- 가톨릭평화방송
- 갑을그룹
- 강원랜드
- 게임파크
- 계림요업
- 광동제약
- 광동제약 비타500
- 광명전기
- 광진실업
- 광주도시관리공사
- 광주도시철도공사
- 광주문화방송
- 광주방송
- 광주제2순환도로주식회사
- 고기집오빠
- 고려기프트
- 고려개발
- 고려신용정보
- 고려개발
- 고려대학교
- 고려제강
- 고려신용정보
- 고려산업
- 고려은단
- 고려아연
- 고려이앤씨
- 고세코리아
- 고영테크놀러지
- 고합그룹
- 괌정부관광청
- 공익광고협의회
- 골프존
- 골프존유통
- 건영상사
- 교보문고
- 교보생명보험
- 교보증권
- 교육부
- 교원그룹
- 교원구몬
- 교회오빠
- 교학사
- 경기도청
- 경기방송
- 경농
- 경남기업
- 경남모직
- 경남물산
- 경민대학교
- 경방
- 경인교육대학교
- 경인방송
- 경인여자대학교
- 경인양행
- 경인전자
- 구글코리아
- 국가보훈부
- 국도화학
- 국민건강보험
- 국민대학교
- 국민방송
- 국민은행 (KB)
- 국민일보
- 국제종합기계
- 국제약품
- 국제앰네스티 한국지부
- 국정교과서
- 국수나무
- 국순당
- 국영지앤엠
- 국제뷰티발건강진흥원
- 국제약품
- 굿네이버스
- 귀뚜라미
- 귀뚜라미보일러
- 그냥아는오빠
- 그루블린
- 그라비티
- 그랜드마트
- 그랜드백화점
- 그랜드애플
- 그리드엔터테인먼트
- 그린스토어
- 그린피스
- 그랜드코리아레저
- 극동공업사
- 극동방송
- 극동유화
- 금강공업
- 금광기업
- 금복주
- 금양
- 금양인터내셔날
- 금성사
- 금성침대
- 금호건설
- 금호고속
- 금호미쓰이화학
- 금호리조트
- 금호전기
- 금호산업
- 금호석유화학
- 금호석유화학그룹
- 금호아시아나그룹
- 금호타이어
- 금호폴리켐
- 금호피앤비화학
- 기상청
- 기린
- 기륭전자
- 기아(현대자동차그룹)
- 김가네
- 김밥천국
- 경동나비엔
- 경인양행
- 경주시청
- 경향신문
- 깨끗한나라
- 꼬끼오
- 닐슨미디어 코리아
- 나노스
- 나드리김밥
- 나라케이아이씨
- 나무엑터스
- 나이스신용평가
- 나이스평가정보
- 남산기업
- 남선물산
- 남성해운
- 남양유업
- 남해화학
- 네오위즈홀딩스
- 네이버
- 네이버비즈니스플랫폼
- 네패스
- 넥센타이어
- 넥슨
- 넥슨게임즈
- 넷마블게임즈
- 넷피아
- 뉴시스
- 뉴스타운
- 뉴데일리
- 노래방오빠
- 노컷뉴스
- 뉴파워프라즈마
- 노피어 레코즈
- 노루페인트
- 녹십자
- 녹십자랩셀
- 녹십자웰빙
- 녹십자홀딩스
- 녹채원푸드시스템
- 농부오빠
- 농심
- 농심기획
- 농심 너구리
- 농심 둥지냉면
- 농심 신라면
- 농심 짜파게티
- 농심켈로그
- 농심태경
- 농우바이오
- 농협
- 농협경제지주
- 농협생명
- 농협유통
- 농협케미칼
- 농협협동조합자산관리회사
- 다모아자동차
- 더블랙레이블
- 더블유게임즈
- 덕양산업
- 더존비즈온
- 더파티
- 덕산네오룩스
- 덕성여자고등학교
- 덕성여자대학교
- 덕성여자중학교
- 다나와
- 다날
- 다날저축은행
- 다날엔터테인먼트
- 다날F&B
- 다솜투어
- 다솜투어
- 다우기술
- 다이소아성산업
- 다음
- 다원시스
- 단성사
- 달생
- 달콤나라앨리스
- 더달콤
- 더반찬
- 더블랙레이블
- 대구경북첨단의료산업진흥재단
- 대구교통공사
- 대구광역시청
- 대구대학교
- 대구문화방송
- 대구백화점
- 대구은행
- 대구텍
- 대농
- 대동
- 대덕전자
- 대림바스
- 대림산업
- 대림통상
- 대명에너지
- 대명화학
- 대신고등학교
- 대신증권
- 대신택배
- 대신중학교
- 대선조선
- 대선주조
- 대성목재공업
- 대성잠사공업
- 대성산업
- 대성산업건설부문
- 대성산업가스
- 대성출판
- 대상
- 대상건설
- 대상그룹
- 대상에프앤비
- 대상-신에츠폴리머
- 대양화성
- 대일산업
- 대우건설
- 대우제약
- 대웅
- 대웅제약
- 대웅제약 우루사
- 대웅제약 유통사업부
- 대웅릴리
- 대원강업
- 대원산업
- 대원교통
- 대원씨아이
- 대전방송
- 대전일보
- 대주산업
- 대주이엔티
- 대한검정회
- 대한광통신
- 대한구강보건협회
- 대한극장
- 대한뉴팜
- 대한민국 법무부
- 대한민국 체신부
- 대한민국한자교육연구회
- 대한병원코디네이터협회
- 대한방직
- 대한방직협회
- 대한석탄공사
- 대한수산
- 대한생명
- 대한요양병원협회
- 대한어머니회중앙연합회
- 대한아토피협회
- 대한암협회
- 대한약품공업
- 대한의사협회
- 대한유화
- 대한제당
- 대한제당협회
- 대한제분
- 대한제강
- 대한제과협회
- 대한제지
- 대한전선
- 대한주정판매
- 대한타이어
- 대한타이어산업협회
- 대한통운
- 대한항공(한진그룹)
- 대한해운
- 대한화섬
- 데일리안
- 덴티움
- 델몬트음료
- 디엔에이링크
- 디딤돌교육
- 디스커버리 채널 코리아
- 디아지오코리아
- 디어유
- 디지틀조선
- 디즈니+
- 댄싱컵
- 딜라이브
- 딜라이드보청기
- 드돔
- 드림텍
- 도레이케미칼
- 도레이첨단소재
- 도미노피자
- 드마리스
- 드림라인
- 드림어스컴퍼니
- 드림캐쳐컴퍼니
- 드봉
- 도원교통
- 도쿠야마코리아
- 동국대학교
- 동국알앤에스
- 동국제강
- 동국제강그룹
- 동국제약
- 동국제약 마데카솔
- 동국제약 센시아
- 동국제약 인사돌 플러스
- 동국제약 치센
- 동국제약 판시딜
- 동국제약 훼라민Q
- 동덕여자대학교
- 동명여자고등학교
- 동명여자중학교
- 동방유량
- 동방푸드마스타
- 동부건설
- 동부제철
- 동진쎄미켐
- 동서
- 동서식품 (맥심)
- 동서석유화학
- 동성제약
- 동성케미컬
- 동아쏘시오홀딩스
- 동아운수
- 동아일보
- 동아지질
- 동아오츠카
- 동아제약
- 동아제약 박카스
- 동아타이어
- 동원그룹
- 동원건설
- 동원건설산업
- 동원데어리푸드
- 동원시스템즈
- 동원산업
- 동원F&B
- 동양그룹
- 동양
- 동양강철
- 동양방송
- 동양시멘트
- 동양생명보험
- 동양철관
- 동일방직
- 동일고무벨트
- 동일토건
- 동진쎄미켐
- 동화기업
- 동화약품
- 동해도
- 두나무
- 두루넷
- 두루두루amc
- 두산
- 두산그룹
- 두산건설
- 두산동아
- 두산로보틱스
- 두산밥캣
- 두산중공업
- 두산퓨얼셀
- 듀얼소닉
- 듀오정보
- 뚜또
- 리노공업
- 리가켐바이오
- 리드코프
- 린나이코리아
- 링컨코리아
- 라사라패션디자인전문학교
- 라이나생명
- 라이브웍스컴퍼니
- 라이온켐텍
- 라이온코리아
- 라이프스퀘어
- 라이프주택개발
- 락앤락
- 러시앤캐시
- 럽미
- 레고켐바이오
- 래미안
- 랜드로버 코리아
- 랩퍼산이오빠
- 랭키닷컴
- 로보아이티
- 카카오엔터테인먼트
- 로윈
- 로케트전기
- 롯데그룹
- 롯데글로벌로지스
- 롯데관광개발
- 롯데네슬레코리아
- 롯데리츠
- 롯데마트
- 롯데면세점
- 롯데바이오로직스
- 롯데백화점
- 롯데시네마
- 롯데손해보험
- 롯데쇼핑
- 롯데이네오스화학
- 롯데에너지머티리얼즈
- 롯데웰푸드
- 롯데지알에스
- 롯데지주
- 롯데자산개발
- 롯데정밀화학
- 롯데칠성음료
- 롯데카드
- 롯데케미칼
- 롯데푸드
- 롯데호텔
- 롯데하이마트
- 룰러바이
- 르까프
- 르노삼성자동차
- 메가마트
- 메가박스
- 메가스터디
- 메디앙스
- 메드팩토
- 메디케어그룹
- 메디톡스
- 메지온
- 메타랩스
- 메리츠금융지주
- 메리츠화재해상보험
- 메리츠증권
- 메이블린
- 매그나칩
- 메쎄이상
- 매일유업
- 맥도날드
- 맥쿼리한국인프라투융자회사
- 맨담코리아
- 모나미
- 모닝글로리
- 모딘코리아
- 모드 크리에이션 뮌헨
- 모드하우스
- 모두투어
- 모두의주차장
- 모빌코리아윤활유
- 모어버전
- 모토닉
- 목원대학교
- 목포시청
- 무등산공유화재단
- 무림 그룹
- 무주리조트
- 무학
- 문화방송
- 문화일보
- 문화창고
- 뮤직웍스
- 뮤직앤뉴
- 뮤직카로마
- 뮤직카우
- 뮤직팜
- 뮤코펙트
- 미디어로그
- 미디어에스
- 미디어윌
- 미래산업
- 미래의 시작
- 미래에셋
- 미래에셋생명보험
- 미래에셋증권
- 미래엔
- 미래신용정보
- 미쉐린코리아
- 미스틱스토리
- 미소야
- 미샤
- 미원상사
- 미원에스씨
- 밀리의 서재
- 밀러맥주
- 밀크티
- 마린칸토
- 마루기획
- 만도
- 맘스터치
- 명동할머니국수
- 명인제약
- 명인제약 메이킨Q
- 명인제약 이가탄F
- 명인제약 콜그린
- 명신산업
- 명성교회
- 명문제약
- 명화공업
- MP그룹
- 바른손
- 바바더닷컴
- 바바패션
- 박셀바이오
- 뱅뱅
- 비에이치
- 베이직하우스
- 배달의민족
- 바닐라코
- 바람둥이오빠
- 바이넥스
- 반도일렉트로닉시스템스
- BYC
- 벽산그룹
- 보광그룹 (휘닉스, 코아로직)
- 보람상조
- 보령제약
- 볼보자동차코리아
- 보험클리닉
- 부국증권
- 부광약품
- 부방테크론
- 부르뎅아동복
- 부루구루
- 부라보콘
- 부산광역시
- 부산광역시청
- 부산교통공사
- 부산대학교
- 부산신항제2배후도로주식회사
- 부산일보
- 부산은행
- 부산주공
- 부영그룹
- 불교방송
- 불교TV
- 브레이브엔터테인먼트
- 브랜뉴뮤직
- 블루밍비트
- 블러썸 엔터테인먼트
- 비락
- 비안
- 비알코리아
- 비상에듀
- 비엔그룹
- 비씨카드
- 바디프랜드
- 바람둥이오빠
- 바이엘코리아
- 비알씨주식회사
- 비에이치
- 비알코리아
- 비케이알
- 빅플래닛메이드엔터
- 빅히트 뮤직
- 빙그레
- 빌리언스
- 빌리프랩
- 범양건영
- 범한퓨얼셀
- 벽산그룹
- 바이엘코리아
- 바이오메드
- 반도그룹
- 반디앤루니스
- 발레오전장시스템스코리아
- 박셀바이오
- 박스마스터
- 배칠수 꽃배달
- 백광산업
- 백설
- 새하컴즈
- 사구 플라워
- 사노피-아벤티스코리아
- 사운드리퍼블리카
- 사조그룹
- 사조동아원
- 사조해표 (해표식용유)
- 산일전기
- 삼광글라스
- 삼성SDI (삼성그룹)
- 삼성SDS (삼성그룹)
- 삼성그룹
- 삼성 갤럭시 노트 II
- 삼성 갤럭시 S III
- 삼성물산
- 삼성디스플레이
- 삼성바이오로직스
- 삼성선물
- 삼성생명
- 삼성 애니콜
- 삼성웰스토리
- 삼성자산운용
- 삼성전기
- 삼성전자
- 삼성전자로지텍
- 삼성전자서비스
- 삼성전자판매
- 삼성제약
- 삼성중공업
- 삼성증권
- 삼성테크윈
- 삼성카드
- 삼성화재
- 삼성화재 다이렉트
- 삼성E&A
- 삼아알미늄
- 삼아제약
- 삼양그룹
- 삼양라면
- 삼양바이오팜
- 삼양사
- 삼양패키징
- 삼양홀딩스
- 삼양화성
- 삼양식품
- 삼양화학
- 삼양F&B
- 삼우종합건축사사무소
- 삼익
- 삼익악기
- 삼익주택
- 삼익제약
- 삼익THK
- 삼일문화재단
- 삼일제약
- 삼진제약
- 삼진제약 게보린
- 삼진제약 안정액
- 삼정펄프
- 삼천당제약
- 삼천리 자전거
- 삼표시멘트
- 삼화고속
- 삼화네트웍스
- 삼화왕관
- 삼화제분
- 삼화제지
- 삼화식품
- 삼화상운
- 삼화콘덴서
- 상아제약
- 상아프론테크
- 서브원
- 서부운수
- 서울교통공사 (서울메트로, 서울도시철도공사가 합병하여 생김)
- 서울극장
- 서울대학교
- 서울도시철도 엔지니어링
- 서울반도체
- 서울여자대학교
- 서울우유
- 서울우유협동조합
- 서울제약
- 서울식품공업
- 서울신문
- 서일약품
- 서진시스템
- 서전지구
- 서호전기
- 서희건설
- 선문대학교
- 선우 (기업)
- 선진운수
- 설빙 (기업)
- 셀리버리
- 성광벤드
- 성보화학
- 성안합섬
- 성신양회
- 성신여자고등학교
- 성신여자대학교
- 성신여자중학교
- 성주군청
- 성창기업지주
- 새마을금고
- 새한그룹
- 새한물산
- 새희망
- 생각엔터테인먼트
- 생생돈까스
- 셀트리온
- 셀트리온제약
- 셀트리온헬스케어
- 수맥 흙침대
- 수빈컴퍼니
- 수원여자대학교
- 수퍼톤
- 수협
- 숙명여자고등학교
- 숙명여자대학교
- 숙명여자중학교
- 순창군청
- 순창군체육회
- 순천향대학교
- 숭의여자고등학교
- 숭의여자대학교
- 숭의여자중학교
- 숲
- 숲속의 힐링
- 스윙 엔터테인먼트
- 스킨푸드
- 스타벅스커피코리아
- 스테이지엑스
- 스튜디오애니멀
- 스튜디오테이크원
- 스펙트럼라이프
- 소니코리아
- 소니뮤직엔터테인먼트코리아
- 소담국수
- 소방방재신문
- 손오공
- 솔루스첨단소재
- 솔브레인
- 솔브레인홀딩스
- 송우산업
- 송원산업
- 송추가마골
- 쇼박스
- 스킨푸드
- 스트렙실
- 스톤뮤직 엔터테인먼트
- 스튜디오드래곤
- 스튜디오애니멀
- 스타쉽 엔터테인먼트
- 스타일난다
- 스파오
- 스프리스
- 시너지이노베이션
- 시몬스침대
- 시프트업
- 신도리코
- 신동아건설
- 신동아그룹
- 신라교역
- 신라면세점
- 신라젠
- 신명주택건설
- 신세계그룹
- 신세계백화점
- 신세계인터내셔날
- 신세계 사이먼
- 신신제약
- 신신제약 신신파스 아렉스
- 신성교통
- 신성이엔지
- 신성통상
- 신일공업
- 신일전자
- 신영와코루
- 신영증권
- 신원
- 신진자동차공업
- 신젠타코리아
- 신풍제약
- 신한금융지주회사
- 신한냉동
- 신한라이프
- 신한은행
- 신한알파리츠
- 신한화구
- 신화철강
- 심엔터테인먼트
- 심텍
- 샘표
- 샘표식품
- 세계기독교통일신령협회유지재단
- 세계한민족여성재단
- 세라믹 샤프심
- 세번걸이 엔터테인먼트
- 세방전지
- 세븐시즌스
- 세이브더칠드런
- 세아그룹
- 세아베스틸
- 세아베스틸지주
- 세아제강
- 세아제강지주
- 세아창원특수강
- 세원정공
- 세진산업
- 세종텔레콤
- 셀리버리
- 씨그널엔터테인먼트그룹
- 씨에스윈드
- 씨제스엔터테인먼트
- 씨젠
- 싸다구 플라워
- 싸이월드
- 쌍용그룹
- 쌍용건설
- 쌍용자동차
- 쌍용정보통신
- 쌍용식품
- 쌍용C&B
- 쌍용C&E
- 써브라임
- 쏘스뮤직
- 쏘카
- 아난티
- 아모레퍼시픽
- 아모레퍼시픽그룹
- 아모스
- 아사달
- 아세아시멘트
- 아시아나항공
- 아시아펀드
- 아이덴티티 게임즈
- 아이에스이커머스
- 아이에스동서
- 아이세움
- 아이스크림미디어
- 아이오케이컴퍼니
- 아이진
- 아이티엠반도체
- 아이피큐
- 아름다운재단
- 아진산업
- 아진카인텍
- 아진USA
- 아이코닉스 엔터테인먼트
- 아이디룩
- 아주그룹
- 아주약품
- 아주산업
- 아주캐피탈
- 아카이브아침
- 아프리카TV
- 악조노벨인더스트리얼코팅
- 안강건설
- 안다미로 (게임 기업)
- 안랩
- 안산도시공사
- 알리안츠생명
- 알바천국
- 알콩단잠
- 알테오젠
- 알퉁오빠
- 어도어
- 어라운드어스엔터테인먼트
- 어비스컴퍼니
- 어셔교육그룹
- 어썸이엔티
- 어썸트레인
- 어울림모터스
- 여성가족부
- 에너자이저 코리아
- 에듀스파
- 에버리치
- 에스디바이오센서
- 에스피지
- 에스알
- 에스엘
- 에스엘미디어
- 에스원
- 에쓰오일
- 에이스침대
- 에이스테크놀로지
- 에어로케이항공
- 에이비엘바이오
- 에이스테크
- 에이스화학
- 에이치엘비
- 에이치엘비생명과학
- 에이치앤드엔터테인먼트
- 에이치와우엔터테인먼트
- 에이치엠플러스
- 에잇디엔터테인먼트
- 에코프로
- 에코프로비엠
- 에프앤에프
- 에프앤에프엔터테인먼트
- 엔트리브 소프트
- 엔지켐생명과학
- 엔씨소프트
- 엔프라니
- 엘앤씨바이오
- 엘앤에프
- 엠로
- 엠씨넥스
- 애경그룹
- 애경산업
- 애플코리아
- 약사오빠
- 약업신문
- 양평기업
- 여의도순복음교회
- 여기어때
- 여신금융협회
- 여수광양항만리
- 여수문화방송
- 여순순국선열기념재단
- 여천NCC
- 역오빠
- 예스코
- 예림미디어
- 연합뉴스
- 연합뉴스TV
- 연구개발특구에프엔에스
- 연세대학교
- 영남대학교
- 영남일보
- 영림몰딩
- 영림화학
- 영보화학
- 영상물등급위원회
- 영안모자
- 영원무역
- 영원무역홀딩스
- 영진약품
- 영풍그룹
- 영풍
- 영풍문고
- 영풍산업
- HDC 영창
- 애플비
- 에이치엘비
- 에이치엘비생명과학
- 에이치엘비제약
- 에이피알
- 에일리언컴퍼니
- 에어리퀴드코리아
- 에어부산
- 에코프로
- 에코프로비엠
- 에코프로머티리얼즈
- 에프앤에프
- 엔씨소프트
- 엘본더테이블
- 예림당
- 예서건설
- 와이엠텍
- 오뚜기
- 오뚜기제유지주
- 오뚜기 진라면
- 오뚜기 진짬뽕
- 오뚜기 참깨라면
- 오르비스 옵티무스
- 오리온
- 오리온홀딩스
- 오마이뉴스
- 오스코텍
- 오스템임플란트
- 오성첨단소재
- 오콘
- 오트론
- 오토아이티
- 옥시레킷벤키저
- 옥스포드
- 옥션
- 온미디어
- 올리브나인
- 와이씨
- 얼라이브
- 요기요
- 요진산업
- 우리들제약
- 우리금융그룹
- 우리금융지주
- 우리기술투자
- 우리집 보험주치의
- 우리은행
- 우리아비바생명
- 우리카드
- 우리홈쇼핑
- 우미건설
- 우신산업
- 우성1차아파트 재건축 사업 조합 설립추진 위원회
- 우신USA
- 우일화학
- 우진공업사
- 우정사업본부
- 우정공업
- 웅진그룹
- 웅진식품
- 웅진코웨이
- 울림엔터테인먼트
- 울산광역시청
- 울산방송
- 울산항만공사
- 울트라건설
- 월간조선
- 월드비전
- 워너뮤직코리아
- 워커힐
- 원익IPS
- 원음방송
- 원진레이온
- 원헌드레드레이블
- 웨이크원
- 웰컴저축은행
- 웹젠
- 위너제이
- 위메이드
- 위버스컴퍼니
- 위에화엔터테인먼트코리아
- 위 엔터테인먼트
- 윕스
- 용산화학
- 용평리조트
- 유관순열사기념사업회
- 유니드
- 유니드비티플러스
- 유니레버코리아
- 유니온
- 유니세프
- 유나이티드제약
- 유디치과
- 유부남될오빠
- 유진테크
- 유성기업
- 유시스트 엔터테인먼트
- 유수홀딩스
- 유안타증권
- 유유제약
- 유진그룹
- 유진산업
- 유진콘크리트
- 유진테크
- 유진한일합섬
- 유코카캐리어스
- 유한양행
- 유한킴벌리
- 유한화학
- 유화증권
- 육대장
- 윤선생영어교실
- 율산그룹
- 율촌화학
- 이노션
- 이랜드그룹
- 이마산업
- 이마트
- 이브니에
- 이브바바
- 이브이알스튜디오
- 이브자리
- 이사배아트
- 이오테크닉스
- 이수그룹
- 이수화학
- 이스트소프트
- 이스타항공
- 이화여자대학교
- 이투스교육
- 이화수전통육개장
- 이피지
- 일신방직
- 일신석재
- 일신섬유
- 일신창업투자
- 일신CNA
- 인트론바이오
- 인천광역시청
- 인천교통공사
- 인천국제공항공사
- 인천김포고속도로주식회사
- 인크룩스
- 인탑스
- 인트론바이오테크놀로지
- 인터파크
- 일간스포츠
- 일동
- 일동제약
- 일동후디스
- 일동후디스 하이뮨
- 일양약품
- 일양택배
- 일진공업사
- 일진그룹
- 일진다이아몬드
- 일진전기
- 일진하이솔루스
- 잉카인터넷
- 음악권력
- 비에스에치
- 전국종합주류도매업중앙회
- 전남일보
- 전라북도체육회
- 전방
- 전북은행
- 전진건설로봇
- 전자랜드
- 전주방송
- 전주대학교
- 정보통신산업진흥원
- 정식품
- 자유교육연합
- 자일대우버스
- 자코모
- 장애우권익문제연구소
- 제너시스
- 제넥신
- 제룡전기
- 제주국제자유도시개발센터
- 제주맥주
- 제주반도체
- 제주방송
- 제주은행
- 제주 삼다수
- 제주항공
- 제원인터내쇼날
- 제일기획
- 제일모직
- 제일병원
- 제일약품
- 제일여객
- 제일테크노스
- 제일항역
- 제스프리 키위
- 젬백스앤카엘
- 젤리피쉬엔터테인먼트
- 재규어 코리아
- 재능교육
- 정원여자중학교
- 정수장학회
- 장금상선
- 장수돌침대
- 조광피혁
- 조비
- 조은티브이
- 조일알미늄
- 조선내화
- 조선일보
- 존슨콘트롤즈인터내셔널코리아
- 종근당그룹
- 종근당
- 종이나라
- 한국구매전문가협회
- 좋은사람들(예스, 제임스딘, 섹시쿠키)
- 좋은책신사고
- 주니어몰
- 주니어네이버
- 주노컴퍼니
- 준수
- 기업은행
- 중소벤처기업진흥공단
- 중앙건설
- 중앙일보
- 중앙여자고등학교
- 중앙여자중학교
- 중앙첨단소재
- 중앙하이츠
- 중흥건설
- 중흥토건
- 중화항공
- 증명사진오빠
- 지구화학
- 지니뮤직
- 지누스
- 지멘스
- 지비스타일 (첨이첨이, 무냐무냐, 오끼오)
- 지오영
- 지안캐슬
- 지케이코리아
- 지플럼
- 직방
- 진로발효
- 진에어
- 진우그룹 (Jinwoo SMC - Aerial Access Platform)
- 진원생명과학
- 진주시청
- 진주햄
- 진해화학
- 초코사이버
- 천보
- 천일고속
- 천재교육
- 청우식품
- 청주방송
- 청소년흡연·음주예방협회
- 청호나이스
- 청호나이스 이과수 얼음정수기
- 차바이오텍
- 축산신문
- 치킨파티
- 칠성사이다
- 체코관광청
- 체코항공
- 채널엠
- 채널A
- 코리아나화장품
- 코리아에너지발전소
- 코리안리재보험
- 코리아보드게임즈
- 코리아익스프레스에어 (헤체)
- 코리아써키트
- 코메론
- 코스모신소재
- 코스모화학
- 코스콤
- 코스맥스
- 코스모스백화점
- 코오롱그룹
- 코오롱건설
- 코오롱글로벌
- 코오롱인더스트리
- 코오롱티슈진
- 코업주식회사
- 코원시스템
- 코원에너지서비스
- 코웨이
- 코엑스
- 코지이지
- 코스모화학
- 코카콜라
- 코카콜라음료
- 콜마비앤에이치
- 쿠라레코리아
- 쿠우쿠우
- 쿠키아동복
- 쿠쿠전자
- 쿠쿠홀딩스
- 쿠팡
- 대우그룹
- 대우전자
- 대우자동차
- 대우전자부품
- 대우조선해양
- 대우통신
- 큐브 엔터테인먼트
- 크라운제과
- 크리오
- 크래프톤
- 크리에이티브 파트너스
- 크리스탈지노믹스
- 크롬엔터테인먼트
- 클라란스코리아
- 클래시스
- 큰길
- 카센터오빠
- 카카오
- 카카오게임즈
- 카카오뱅크
- 카카오엠
- 카카오트리
- 카카오페이
- 카카오IX
- 카카오VX
- 카프로
- 카프리썬
- 카페베네
- 카페오빠
- 카페24
- 카펜터즈아트리퍼블릭
- 컨선월드와이드한국
- 컴투스
- 키스웰그룹
- 키움증권
- 키위미디어그룹
- 키자니아
- 케이디지털미디어
- 케이엠더블유
- 케이엠화학
- 케이오지 엔터테인먼트
- 케이카
- 케이피엠테크
- 케이포타운포유
- 태극제약
- 태경산업
- 태광그룹
- 태광산업
- 택산상역
- 통일그룹
- 토니모리
- 토요보코리아
- 토토와모모
- 토펙 엔지니어링 건축사무소
- 테스나
- 티몬
- 티씨케이
- 티오피미디어
- 티와이홀딩스
- 티웨이항공
- 티케이케미칼
- 트립닷컴
- 타마고프로덕션
- 탑항공
- 탈북인단체총연합
- 탈레스코리아
- 터키항공
- 태영건설
- 태영상선
- 태양금속공업
- 태양자동문
- 태원물산
- 톱텍
- 테팔
- 파나소닉코리아
- 파라다이스
- 파리바게뜨
- 파두
- 파미셀
- 파워콤
- 파자마걸
- 파크시스템스
- 판타그램
- 판타지오
- 팜트리 아일랜드
- 팜한농
- 퍼스텍
- 펄어비스
- 펑키스튜디오
- 패럴렉스
- 페럴렉스 수학
- 펭귄종합식품
- 팬오션
- 팬택계열 (해체)
- 펜타비전
- 프로듀서오빠
- 프로미
- 프레스티지바이오파마
- 플레디스엔터테인먼트
- 플레인엔터테인먼트
- 포니캐년코리아
- 포니테일
- 포드코리아
- 포레스트미디어
- 포르쉐코리아
- 포스코
- 포스코그룹
- 포스코건설
- 포스코강판
- 포스코인터내셔널
- 포스코에너지
- 포스코케미칼
- 포스코플랜텍
- 포스코홀딩스
- 포스코AST
- 포스코DX
- 포카리 스웨트
- 포켓돌스튜디오
- 포켓몬코리아
- 폭주족오빠
- 폴라리스엔터테인먼트
- 풀무원
- 풀무원건강생활
- 풀무원샘물
- 풍국면
- 풍농
- 풍림산업
- 풍산
- 풍산홀딩스
- 프라우나
- 프레스티지바이오파마
- 프로스펙스
- 프로토자동차
- 플라이강원
- 피에스케이홀딩스
- 피자헛
- 피엔티
- 피에스타
- 피죤
- 필립스코리아
- 필콘미디어
- 핑크퐁
- 파나소닉코리아
- 팬엔터테인먼트
- 하나금융그룹
- 하나대투증권
- 하나은행
- 하나자산신탁
- 하나카드
- 하나투어
- 하이로지스틱스
- 하이브
- 하이업엔터테인먼트
- 하이트진로
- 하이에어
- 하림지주
- 하이퍼리듬
- 헬릭스미스
- 학교급식전국네트워크
- 한겨레신문
- 한국brt
- 한국GM
- 한국경제TV
- 한국거래소
- 한국가스공사
- 한국개발협력진흥원
- 한국개발협력연구소
- 한국교육방송공사
- 한국교직원공제회
- 한국관광공사
- 한국광물자원공사
- 한국광업협회
- 한국광해광업공단
- 한국공항공사
- 한국네슬레
- 한국농어업재해보험협회
- 한국농어촌공사
- 한국드론산업연합회
- 한국도로공사
- 한국도시가스협회
- 한국단자
- 한국백혈병소아암협회
- 한국로날드맥도날드하우스
- 한국레미콘공업협회
- 한국레저안전협회
- 한국멘소래담
- 한국모방협회
- 한국무역협회
- 한국미용산업협회
- 한국마이크로소프트
- 한국마사회
- 한국메탈
- 한국반도체산업협회
- 한국방송공사
- 한국방송광고진흥공사
- 한국분말재료학회
- 한국바스프
- 한국베링거인겔하임
- 한국비료협회
- 한국비철금속협회
- 한국사료협회
- 한국산업은행
- 한국석유재활용협회
- 한국석유유통협회
- 한국석유화학협회
- 한국섬유산업연합회
- 한국시멘트협회
- 한국신뢰성협회
- 한국신문협회
- 한국신발산업협회
- 한국신·재생에너지협회
- 한국세계자연기금
- 한국생약협회
- 한국식품산업협회
- 한국씨티은행
- 한국수입자동차협회
- 한국수자원공사
- 한국쉘석유
- 한국소방안전협회
- 한국솔베이
- 한국스탠다드차타드은행
- 한국일보
- 한국의료기기공업협동조합
- 한국의료폐기물공제조합
- 한국의류시험연구원
- 한국어문회주관
- 한국아스텔라스제약
- 한국아스트라제네카
- 한국알스트롬
- 한국에자이
- 한국의과학연구원
- 한국외국기업협회
- 한국어린이난치병협회
- 한국여성복지연합회
- 한국여성창업교육협회
- 한국연소학회
- 한국연예제작자협회
- 한국야금
- 한국예탁결제원
- 한국육류유통수출협회
- 한국엔지니어링플라스틱
- 한국앤컴퍼니
- 한국유리공업
- 한국유리산업협동조합
- 한국은행 (이곳은 기업, 국책기관, 행정기관의 역할을 겸하고 있음)
- 한국조사협회
- 한국조선해양플랜트협회
- 한국조선해양
- 한국자동차세정협회
- 한국자전거문화재단
- 한국전기자동차협회
- 한국전자금융
- 한국전력공사
- 한국전력기술
- 한국전해
- 한국제분협회
- 한국제지
- 한국제지연합회
- 한국제품안전협회
- 한국지역난방공사
- 한국치맥산업협회
- 한국천연가스차량협회
- 한국철강협회
- 한국철도공사
- 한국청정음료
- 한국커피협회
- 한국케이블TV푸른방송
- 한국코뿔소협회
- 한국콜마
- 한국케이블TV방송협회
- 한국타이어
- 한국트린지오
- 한국토지공사
- 한국토지주택공사
- 한국통신산업개발
- 한국투자금융지주
- 한국투자증권
- 한국카레하우스
- 한국카본
- 한국풍력산업협회
- 한국편의점산업협회
- 한국피앤지판매
- 한국피혁공업협동조합
- 한국페인트잉크공업협동조합
- 한국후지카공업
- 한국항공우주산업
- 한국히타치
- 한국협화
- 한국화장품
- 한국화장품 제약사업부
- 한국화장품제조
- 한국해외인프라도시개발자원공사
- 한국AEO진흥협회
- 한글과컴퓨터
- 한독
- 한림제약
- 한라그룹
- 한라건설
- 한보상사
- 한섬
- 한미글로벌
- 한미반도체
- 한미사이언스
- 한미약품
- 한미약품 식품사업부
- 한익스프레스
- 한주
- 한주통상
- 한성기업
- 한세실업
- 한스킨
- 한승종합건설
- 한솔그룹
- 한솔아이원스
- 한솔제지
- 한솔케미칼
- 한신공영
- 한성기업
- 한익스프레스
- 한양증권
- 한온시스템
- 한올바이오파마
- 한일맨파워
- 한일시멘트
- 한일약품
- 한일제관
- 한일철강
- 한일합섬
- 한주
- 한진그룹
- 한진
- 한진정보통신
- 한진칼
- 한진해운
- 한전KPS
- 한창제지
- 한탑
- 한화
- 한화그룹
- 한화건설
- 한화갤러리아타임월드
- 한화리츠
- 한화에너지
- 한화엔진
- 한화임팩트
- 한화생명 (과거에는 대한생명으로 신동아그룹의 소속이었음)
- 한화손해보험
- 한화시스템
- 한화에어로스페이스
- 한화케미칼
- 한화토탈
- 한화투자증권
- 한화큐셀앤드첨단소재
- 헬릭스미스
- 해태제과식품
- 해태htb
- 현대건설
- 현대건설기계
- 현대그룹
- 현대그린푸드
- 현대글로비스
- 현대로템
- 현대모비스
- 현대미포조선
- 현대바이오랜드
- 현대백화점
- 현대사료
- 현대삼호중공업
- 현대엔지니어링
- 현대엘리베이터
- 현대오일뱅크
- 현대오토에버
- 현대엠코
- 현대위아
- 현대약품
- 현대지에프홀딩스
- 현대자동차
- 현대자동차그룹
- 현대자동차그룹 인재개발원
- 현대전자
- 현대제철
- 현대카드
- 현대케미칼
- 현대해상
- 현대해양
- 현대하이스코
- 현대홈쇼핑
- 현대L&C
- 현진
- 현진금속
- 협동공업사
- 호반건설
- 호서대학교
- 호텔스닷컴
- 호텔스컴바인
- 호텔신라
- 화신그룹
- 화승엔터프라이즈
- 화천기계
- 환경부
- 환경운동연합
- 환인제약
- 홈앤쇼핑
- 홈플러스
- 효성
- 효성중공업
- 효성첨단소재
- 효성티앤씨
- 효성화학
- 효자원
- 후성
- 휴마시스
- 휴맥스
- 휴비스
- 휴온스
- 휴젤
- 휴켐스
- 흙표 흙침대
- 후너스 엔터테인먼트
- 후크엔터테인먼트
- 휠라
- 휘닉스파크
- 희망노트사
- 흥구석유
- 흥국생명+++
- 흥아
- 흥아해운
- 131LABEL
- 143엔터테인먼트
- 2018평창 기념재단
- 2030부산월드엑스포 범시민유치위원회
- 21세기 미래
- 3Y코퍼레이션
- 3H지압침대
- ABC마트
- ABL생명
- AOMG
- AKOM (애니메이션 스튜디오)
- AIA건강+암보험
- AIA생명
- AIG원스톱암보험
- Auto-IT
- AXA손해보험
- BMW코리아
- BGF리테일
- BNK금융지주
- CBS
- CU (편의점)
- CMG제약
- COEX
- Company 919
- CJ그룹
- CJ
- CJ인터넷
- CJ엔터테인먼트
- CJ올리브영
- CJ제일제당
- CJ푸드빌
- CJ헬로비전
- CJ CGV
- CJ ENM
- CNK인터내셔널
- CT&T 유나이티드
- C9 엔터테인먼트
- C&D엔터테인먼트
- DB그룹
- DB메탈
- DB손해보험
- DB손해보험 다이렉트
- DB하이텍
- DCTOM엔터테인먼트
- DGB금융그룹
- DL건설
- DL그룹
- DL케미칼
- DL홀딩스
- DL E&C
- DS단석
- DSDL
- DSP미디어
- DN솔루션즈
- DN오토모티브
- FNC엔터테인먼트
- F&F홀딩스
- GE코리아
- GS그룹
- GS건설
- GS
- GS글로벌
- GS에너지
- GS리테일
- GS칼텍스
- GS칼텍스 제약사업부
- GS EPS
- G마켓
- GnB
- HARIBO Asia Pacific Pte Ltd (Singapore)
- HCN
- HD한국조선해양
- HD현대
- HD현대마린솔루션
- HD현대마린엔진
- HD현대중공업
- HD현대쉘베이스오일
- HD현대인프라코어 (전신은 대우중공업, 두산인프라코어)
- HD현대일렉트릭
- HDC
- HDC현대산업개발
- HDC현대EP
- HK이노엔
- HS효성첨단소재
- H MUSIC 엔터테인먼트
- HMM
- HLB제약
- HJ중공업 (과거에는 대한조선공사, 한진중공업)
- Hy
- PI첨단소재
- RBW
- RFHIC
- IBK기업은행
- ING생명
- iHQ
- IST엔터테인먼트
- JB금융지주
- JBJ95 COMPANY
- JTBC
- JTBC플러스
- JW중외제약
- JYP 엔터테인먼트
- KB증권
- KB손해보험
- KB손해보험 다이렉트
- KB캐피탈
- KBS 미디어
- KBS N
- KCC
- KCC건설
- KCC글라스
- KD운송그룹
- KDB산업은행
- KBI그룹
- KBI동국실업
- KG그룹
- KG모빌리티
- KG스틸
- KG케미칼
- KISCO홀딩스
- KEB외환은행
- KEB하나은행
- KR모터스
- KJ프리텍
- KM엔터테인먼트
- KNN
- KSS해운
- KT&G
- KT
- KT스카이라이프
- KT알파
- KPMG
- KGC라이프엔진
- KX이노베이션
- KPX케미칼
- KR모터스
- KQ 엔터테인먼트
- LG
- LG그룹
- LG경영연구원
- LG디스플레이
- LG생명화학
- LG생활건강
- LG에너지솔루션
- LG 옵티머스 원
- LG유플러스
- LG이노텍
- LG전자
- LG텔레콤
- LG화학
- LG헬로비전
- LG CNS
- LS그룹
- LS
- LS네트웍스
- LS머트리얼즈
- LS에코에너지
- LS일렉트릭
- LS전선
- LIG
- LIG그룹
- LIG넥스원
- LIG손해보험
- LIG손해사정
- LX그룹
- LX글라스
- LX세미콘
- LX인터내셔널
- LX판토스
- LX홀딩스
- LX하우시스
- LX MDI
- LX MMA
- MBC강원영동
- MBC경남
- MBC충북
- MBC플러스
- MBC C&I
- MG새마을금고보험
- MG손해보험
- MPMG
- MH에탄올
- NE능률
- NH농협은행
- NH농협손해보험
- NH올원뱅크
- NH투자증권
- NHN
- NHN벅스
- NHN한국사이버결제
- NICE평가정보
- NS홈쇼핑
- OBS 경인TV
- OB 맥주 (카스)
- OCI
- OCI홀딩스
- OCI상사
- PI첨단소재
- RFHIC
- ROTC장학재단
- n.CH엔터테인먼트
- News2day
- NTN코리아
- SBS
- SBS바이아컴
- SC제일은행
- SBI저축은행
- SFA
- SFA반도체
- SGC에너지
- SH에너지화학
- SK
- SK가스
- SK그룹
- SK네트웍스
- SK디스커버리
- SK디앤디
- SK리츠
- SK레조낙
- SK루브리컨츠
- SK매직
- SK브로드밴드
- SK바이오사이언스
- SK바이오팜
- SK스페셜티
- SK스퀘어
- SK스토아
- SK오션플랜트
- SK온
- SK와이번스
- SK아이이테크놀로지
- SK이노베이션
- SK이터닉스
- SK인천석유화학
- SK임업
- SK에너지
- SK에너지판매
- SK에코엔지니어링
- SK에코플랜트
- SK엠앤서비스
- SK증권
- SK지오센트릭
- SK커뮤니케이션즈
- SK케미칼
- SK하이닉스
- SK트레이딩인터내셔널
- SK텔링크
- SK텔레시스
- SK텔레콤
- SK플라스틱
- SKC
- SK E&S
- SM그룹
- SM경남기업
- SM벡셀
- SM 엔터테인먼트
- SNT그룹
- SNT모티브
- SL
- SPC 그룹
- SPC삼립
- SG 신성건설
- SG세계물산
- SG글로벌
- skyTV
- SSAB KOREA
- STX
- STX건설
- STX엔진
- STX조선해양
- STX중공업
- SNT다이내믹스
- SNT모티브
- SW 엔터테인먼트
- SWC
- S2 엔터테인먼트
- TAK정보시스템
- TCC스틸
- TJ미디어
- TV조선
- YES24
- WISCOM
- WM엔터테인먼트
- VLAST
- YG 엔터테인먼트
- YG케이플러스
- YG플러스
- YNK 엔터테인먼트
- YTN
- YTN PLUS
- YY엔터테인먼트
- Zamong

## 같이 보기
- 기업
- 대한민국의 철도 회사 목록
- 대한민국의 버스 회사 목록
- 자동차 제조 회사 목록
- 모터사이클 제조 회사 목록